# بانیوئلس د بوربا
بانیوئلس د بوربا (به اسپانیایی: Bañuelos de Bureba) یک شهرستان در اسپانیا است.